# Việt Thắng (diễn viên)
Việt Thắng (sinh năm 1961), tên đầy đủ là Nguyễn Việt Thắng, là một diễn viên sân khấu và điện ảnh người Việt Nam, ông được biết đến qua vai diễn Nhẫn trong bộ phim truyền hình Những mảnh đời ngang trái của đạo diễn Vũ Châu, cùng hàng loạt vai diễn sĩ quan công an trên phim truyền hình.

## Cuộc đời
Nguyễn Việt Thắng sinh năm 1961 tại Hà Nội.
Năm 1978, Việt Thắng tốt nghiệp cấp 3 và đăng ký vào khóa trung cấp diễn viên đầu tiên của Nhà hát Kịch Việt Nam, cùng khóa với ông có các Nghệ sĩ nhân dân Trung Anh, Lan Hương, Quốc Khánh, và Nghệ sĩ ưu tú Quế Hằng. Ông từng tham gia hai vở kịch "Cuộc chia tay tháng 6" và "Người đá làm đội hình".
Cuối tháng 8 năm 1982, ông tốt nghiệp và nhận giấy báo nhập ngũ, ông cùng với các bạn học Quốc Khánh, Đỗ Kỷ, Trọng Trinh và Trung Anh cùng nhập ngũ, tham gia cuộc chiến tranh biên giới. Sau 4 năm trong quân ngũ, Việt Thắng xuất ngũ và trở lại Nhà hát với sự nghiệp diễn xuất.
Trong khoảng 3 năm tiếp theo, Việt Thắng chỉ được giao các vai quần chúng trên sân khấu vì so với những bạn học cũ thì ông chỉ mới tốt nghiệp, chưa có kinh nghiệm diễn xuất. Theo ông, nếu không có chuỗi sự kiện Cách mạng 1989, có lẽ ông đã đăng ký xuất khẩu lao động. Một bước ngoặt đã đến với Việt Thắng khi ông thường xuyên được thuyết minh cho chương trình Câu chuyện cảnh giác của Đài Tiếng nói Việt Nam, qua đó ông được các xưởng phim mời lồng tiếng.
Ông bắt đầu nghỉ hưu từ tháng 7 năm 2021.
Tháng 8 năm 2024, Đài Phát thanh - Truyền hình Hà Nội công bố dự án phim truyền hình Vì tình yêu Hà Nội  gồm hai tác phẩm. Trong đó Việt Thắng sẽ vào vai Thiếu tướng công an tên Long trong bộ phim Mật lệnh hoa sữa cùng nghệ sĩ Lan Hương.
Việt Thắng có 2 con, một trai và một gái. Vợ và con gái ông theo ngành Y.

## Sự nghiệp
Việt Thắng hoạt động chủ yếu trong lĩnh vực kịch. Ông ít đóng phim và thường chỉ nhận vai phụ. Ngoài ra ông cũng tham gia tổ hợp lồng tiếng do nghệ sĩ ưu tú Hương Dung đảm nhiệm kể từ năm 1990. Ông đứng sau sự nổi trội của rất nhiều diễn viên như : Hồng Chương (Đất và người), Lê Thế Tục (Ngã ba thời gian), Hữu Độ, Mai Ngọc Căn (Đất và người, Đường đời), Chu Văn Thức (Mùa lá rụng), Trần Hạnh (Truyện đã qua, Người thổi tù và hàng tổng)...

### Điện ảnh
- 1995 - Xích lô, vai Cảnh sát
- 1999 - Ánh sáng kinh thành, vai Tam Lang
- 1996 - Vành trăng khuyết
- 1996 - Bản tình ca trong đêm, vai Thời

### Truyền hình
| Năm  | Nhan đề                          | Vai diễn                               | Thời lượng           | Kênh   | Chú thích |
| ---- | -------------------------------- | -------------------------------------- | -------------------- | ------ | --------- |
| 1995 | Vụ án đêm mưa                    |                                        | Điện ảnh truyền hình | Hà Nội | [ 5 ]     |
| 1995 | Huyền thoại vườn vải             | Thản                                   | Điện ảnh truyền hình | VTV1   |           |
| 1996 | Mùa đông không lạnh giá          |                                        | Điện ảnh truyền hình | Hà Nội |           |
| 1996 | Những người sống bên tôi         | Chồng Nụ                               | Ngắn tập             | Hà Nội |           |
| 1996 | Sống mãi với thủ đô              | Đỗ                                     | Ngắn tập             | VTV3   |           |
| 1998 | Trái tim phiêu bạt               |                                        | Điện ảnh truyền hình | Hà Nội |           |
| 1998 | Sau lũy tre làng                 | Hai Vượng                              | Điện ảnh truyền hình | VTV    |           |
| 1998 | Dòng trong dòng đục (tập 2)      | Đại úy                                 | Ngắn tập             | VTV    |           |
|      | Bến đợi                          | Bắc                                    | Điện ảnh truyền hình | VTV    |           |
| 1999 | Đội đặc nhiệm nhà C21            | Bố Minh                                | Ngắn tập             | VTV    |           |
| 1999 | Những mảnh đời ngang trái        | Nhẫn                                   | Ngắn tập             | Hà Nội |           |
| 1999 | Bi kịch màu trắng                | Thắng                                  | Điện ảnh truyền hình | Hà Nội |           |
| 2000 | CSHS: Từ đen đến trắng           | Vũ Xuân Trường                         | Ngắn tập             | VTV    |           |
| 2000 | Quà năm mới                      | thầy giáo                              | Điện ảnh truyền hình | VTV    |           |
| 2001 | Thầy giáo dạy văn                | Hiệu trưởng Chuẩn                      | Điện ảnh truyền hình | VTV    |           |
| 2001 | Bóng dáng người cha              | Thọ                                    | Điện ảnh truyền hình | VTV    |           |
| 2002 | Nhành lau trắng                  | Bố Linh                                | Điện ảnh truyền hình | VTV    |           |
| 2002 | Gió chuyển mùa                   | Bác sĩ                                 | Điện ảnh truyền hình | Hà Nội |           |
| 2003 | Hạng phúc đợi chờ                |                                        | Điện ảnh truyền hình | Hà Nội |           |
| 2003 | Núi đôi                          | Hoạt (trẻ)                             | Điện ảnh truyền hình | Hà Nội |           |
| 2003 | Em ở nơi nao                     |                                        | Điện ảnh truyền hình |        |           |
| 2003 | Hến ơi là Hến                    | Phát                                   | Điện ảnh truyền hình |        |           |
| 2005 | Đi tua thời hiện đại             | Hải "phốt"                             | Điện ảnh truyền hình |        |           |
| 2005 | Tia chớp                         | Quang                                  | Điện ảnh truyền hình |        |           |
| 2006 | Chuyện ở tỉnh lẻ                 | Huy                                    | Dài tập              |        |           |
| 2006 | CSHS: Chuyên án chưa kết thúc    |                                        | Ngắn tập             |        |           |
| 2007 | Họ đã từng yêu như thế           |                                        | Điện ảnh truyền hình |        |           |
| 2011 | CSHS: Ngôi biệt thự màu tro lạnh | Thực                                   | Dài tập              | VTV    |           |
| 2013 | Đối thủ kỳ phùng                 | Hà Văn Tuy                             | Dài tập              | VTV    |           |
| 2013 | Bí mật Tam giác vàng             | Đại tá Trúc                            | Dài tập              | VTV    |           |
| 2017 | Ngược chiều nước mắt             | Bố Mai                                 | Dài tập              | VTV    |           |
| 2020 | CSHS: Hồ sơ cá sấu               | Ông Phú                                | Dài tập              | VTV    |           |
| 2021 | Phố trong làng                   | Đinh Công Hùng                         | Dài tập              | VTV    |           |
| 2022 | Hành trình công lý               | Viện trưởng Viện Kiểm sát tỉnh Việt An | Dài tập              | VTV    |           |
| 2022 | Đấu trí                          | Đại tá Phạm Hải                        | Dài tập              | VTV    |           |
| 2024 | Hoa sữa về trong gió             | Ông Lợi                                | Dài tập              | VTV    |           |
| 2024 | Mật lệnh hoa sữa                 | Thiếu tướng Trần Long                  | Dài tập              | Hà Nội |           |

### Sân khấu
- Nguyễn Chí Thanh vai Nguyễn Chí Thanh
- Một cây làm chẳng nên non vai Thầy giáo Khoa
- Đạo học vai Chu Văn An (đạo diễn Lê Hùng)
- Đêm của bóng tối", "
- Tai biến vai Trần Tiến (đạo diễn Anh Tú)
- Dư chấn vai Trần Vỹ (đạo diễn Doãn Hoàng Giang)
- Người tốt nhà số 5 vai Ông Kỉnh
- Bệnh sĩ vai Toàn Nha
- Ảo ảnh hạnh phúc vai Giám đốc Tiến

## Giải thưởng
| Năm  | Sự kiện trao giải                                                                                | Vở diễn            | Vai diễn  | Chú thích   |
| ---- | ------------------------------------------------------------------------------------------------ | ------------------ | --------- | ----------- |
| 2015 | Hội diễn Nghệ thuật Sân khấu Kịch nói chuyên nghiệp toàn quốc                                    | Tai biến           | Trần Tiến | [ 1 ] [ 3 ] |
| 2015 | Liên hoan Nghệ thuật Sân khấu toàn quốc "Hình tượng người chiến sĩ Công an nhân dân" lần thứ III | Dư chấn            | Trần Vĩ   | [ 1 ] [ 3 ] |
| 2020 | Liên hoan Sân khấu Thủ đô lần thứ IV                                                             | Người tốt nhà số 5 | Ông Kỉnh  | [ 1 ] [ 3 ] |